# Rydzyno
Rydzyno – wieś sołecka w Polsce położona w województwie mazowieckim, w powiecie płockim, w gminie Słupno.
| SIMC    | Nazwa           | Rodzaj    |
| ------- | --------------- | --------- |
| 0575887 | Liszyno-Czernie | część wsi |

W latach 1975–1998 miejscowość administracyjnie należała do województwa płockiego.
W 2011 Rydzyno liczyło 192 mieszkańców. Według danych z 2023 liczba ta wzrosła do 200.  